# Lienkamp
Lienkamp ist ein Ortsteil der Gemeinde Marienheide im Oberbergischen Kreis in Nordrhein-Westfalen.

## Lage und Beschreibung
Der Ort liegt im Nordosten von Marienheide an der Lingesetalsperre. Nachbarorte sind Höfel, Straße und Holzwipper. Im Süden der Ortschaft befinden sich die Quellen des in die Wipper mündenden Haßsiefens.

## Geschichte
In der Preußischen Uraufnahme des Jahres 1840 ist der Ort unter der Bezeichnung „D. Lingkamp“ verzeichnet.

## Wandern
Der Ortswanderweg A2 führt durch Lienkamp.

## Busverbindungen
Über die Haltestelle „Lienkamp Abzweig“ der Linie 399 (VRS/OVAG) ist Lienkamp an den öffentlichen Personennahverkehr angebunden.